# Valentýna Provazník
Valentýna Provazník (* 13. července 1968 Brno) je česká vědkyně a vysokoškolská vyučující v oblasti biomedicíny a biomedicínského inženýrství.

## Život
Narodila se v Brně 13. července 1968 a byla označena za muže s rodným jménem Ivo.
Absolvovala Střední průmyslovou školu elektrotechnickou v Brně (SPŠE) a poté vystudovala obor Radioelektronika na Fakultě elektrotechnické Vysokého učení technického v Brně (VUT). Zde získala tituly Ing. (1986–1991) a Ph.D. (1991–1996). V roce 1997 získala roční Fulbrightovo stipendium na Univerzitě Johnse Hopkinse v americkém městě Baltimore. V letech 2003–2010 byla na pozici proděkana pro vnější vztahy na Fakultě elektrotechniky a komunikačních technologií VUT v Brně a od roku 2010 třináct let vedla Ústav biomedicínského inženýrství na téže fakultě. V současné době se zabývá využitím umělé inteligence v medicíně a zdravotní péči. 
V průběhu své odborné praxe vytvořila tři studijní programy v oboru biomedicínské inženýrství, zvítězila v národní soutěži Hodina H o nejlepší inovaci, získala nejméně devět projektů rozvoje vzdělávání v rámci programů Evropské unie a ministerstva školství. Spolupracovala s Mezinárodním centrem klinického výzkumu (ICRC) při Fakultní nemocnici u sv. Anny v Brně (FNUSA), kde byla vedoucí výzkumného týmu. Zabývala se také problematikou slaďování pracovního a rodinného života, např. ve spolupráci se svojí manželkou založily univerzitní miniškolku. Deset let byla také aktivní předsedkyní školského výboru základní školy v Brně.
Řadu let byla ženatá, s manželkou má 4 děti, dvě biologické a dvě adoptované. Jejich rodinným koníčkem se stal jachting, jemuž se tři starší děti věnovaly i závodně. Hraje též golf, zabývá se audiotechnikou a restaurováním gramofonů. Ve svých 54 letech provedla svůj coming out jako trans žena. Zhruba po roce se s manželkou rozešly.
V roce 2022 kandidovala jako bezpartijní a s 1 112 preferenčními hlasy byla zvolena do zastupitelstva města Boskovice za vítězné uskupení Změna 22.